# هوسا

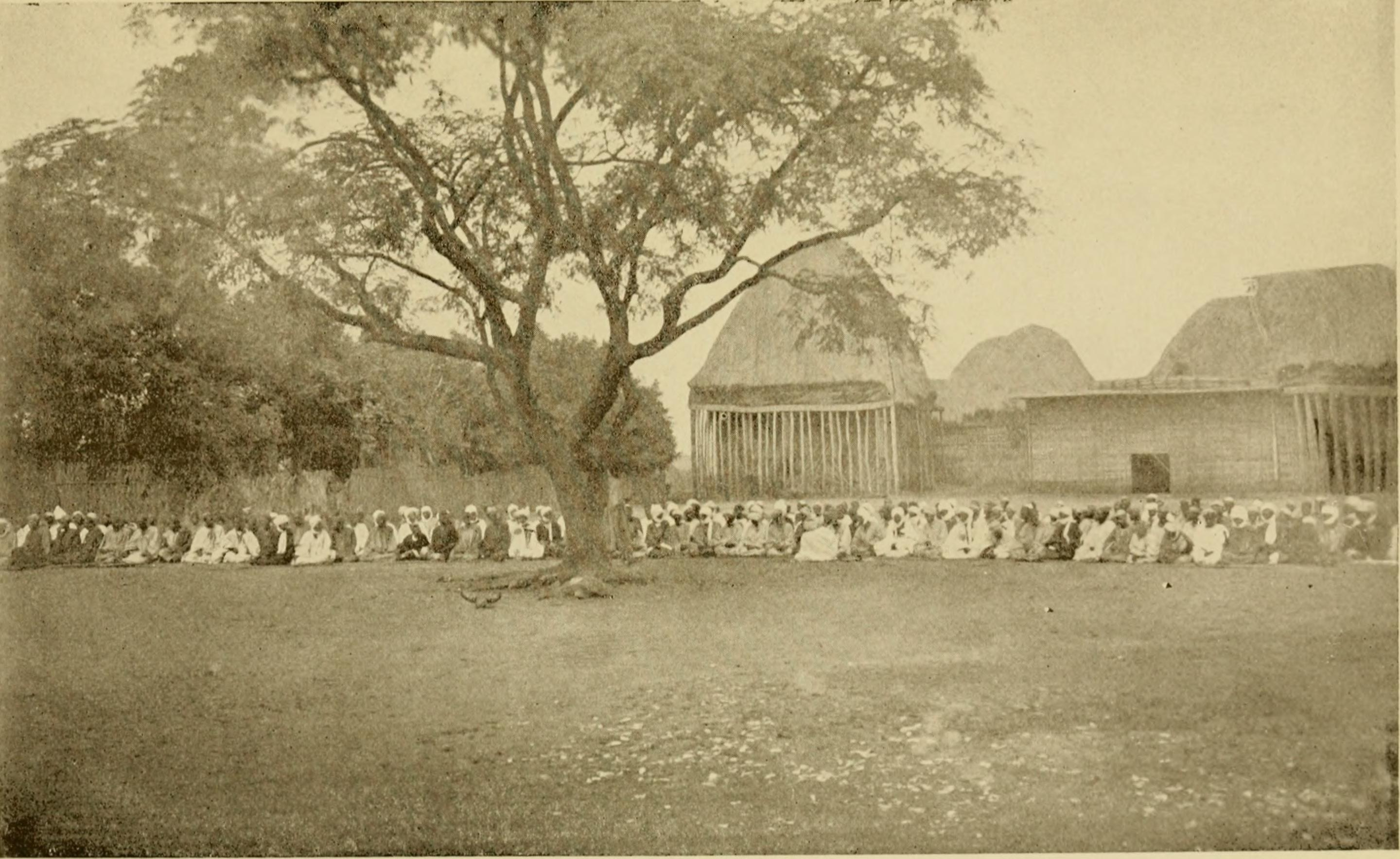

هوساوة أو الهوسا أو التكارنة (شعب هَوْسَا، هَوْسَاوَة) هي أحد أكبر المجموعات الإثنية في أفريقيا. يعد شعب الهوسا متنوعًا ولكنه في الوقت نفسه متجانس ثقافيًا، ويعيش أكثرهم في منطقتي الساحل و"السودان الأوسط والغربي" نواحي الدورا بشمالي نيجيريا وجنوب شرق النيجر، كما تعيش أيضًا أعداد كبيرة في أجزاء من الكاميرون، وساحل العاج، وتشاد، وتوغو، وغانا، والسودان، والغابون والسنغال، والسعودية وإرتيريا .
يتركز أكبر عدد من سكان الهوسا في نيجيريا والنيجر. تتوزع المجتمعات التي تتحدث لغة الهوسا في معظمها بغرب أفريقيا ووسطها وعلى طريق الحج التقليدي بين الشمال والشرق الذي يمر بالصحراء، مع تعداد سكاني كبير في مدينة أغاديز وحولها. باقي الهوسا قد انتقلوا أيضا إلى المدن الساحلية الكبيرة في المنطقة مثل لاغوس، أكرا، أبيدجان، بانجول، وكوتونو وكذلك في أجزاء من شمال أفريقيا مثل ليبيا على مدى السنوات 5000 الماضية. ومع ذلك، يعيش معظم الهوسا في قرى أو بلدات صغيرة في أفريقيا، حيث يزرعون المحاصيل ويربون الماشية بما في ذلك البقر وينخرطون في التجارة. يتحدثون لغة هوسية وهي لغة أفروآسيوية من المجموعة التشادية. كانت الطبقة الأرستقراطية في الهوسا قد طورت تاريخيا ثقافة قائمة على الفروسية. لا يزال الحصان رمزًا للنبلاء التقليديين في مجتمع الهوسا، ولا يزال يظهر في الأعياد الإسلامية. تعد مدينة دورا الواقعة في ولاية كتسينا في نيجيريا مركز شعب الهوسا الثقافي.

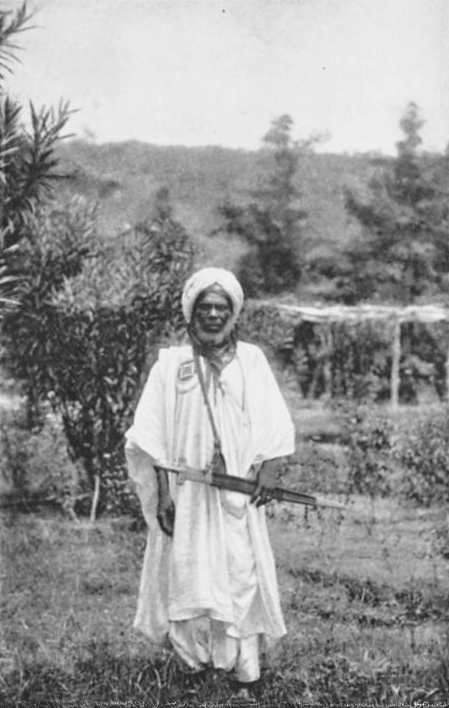
هوساوي بالملابس التقليدية سنة 1900م

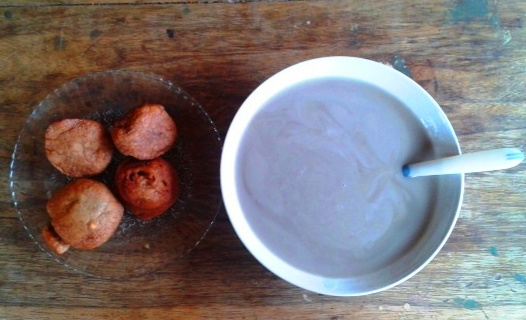
إفطار هوساوة غانا - «كوكو» و«كوسة».

## التاريخ

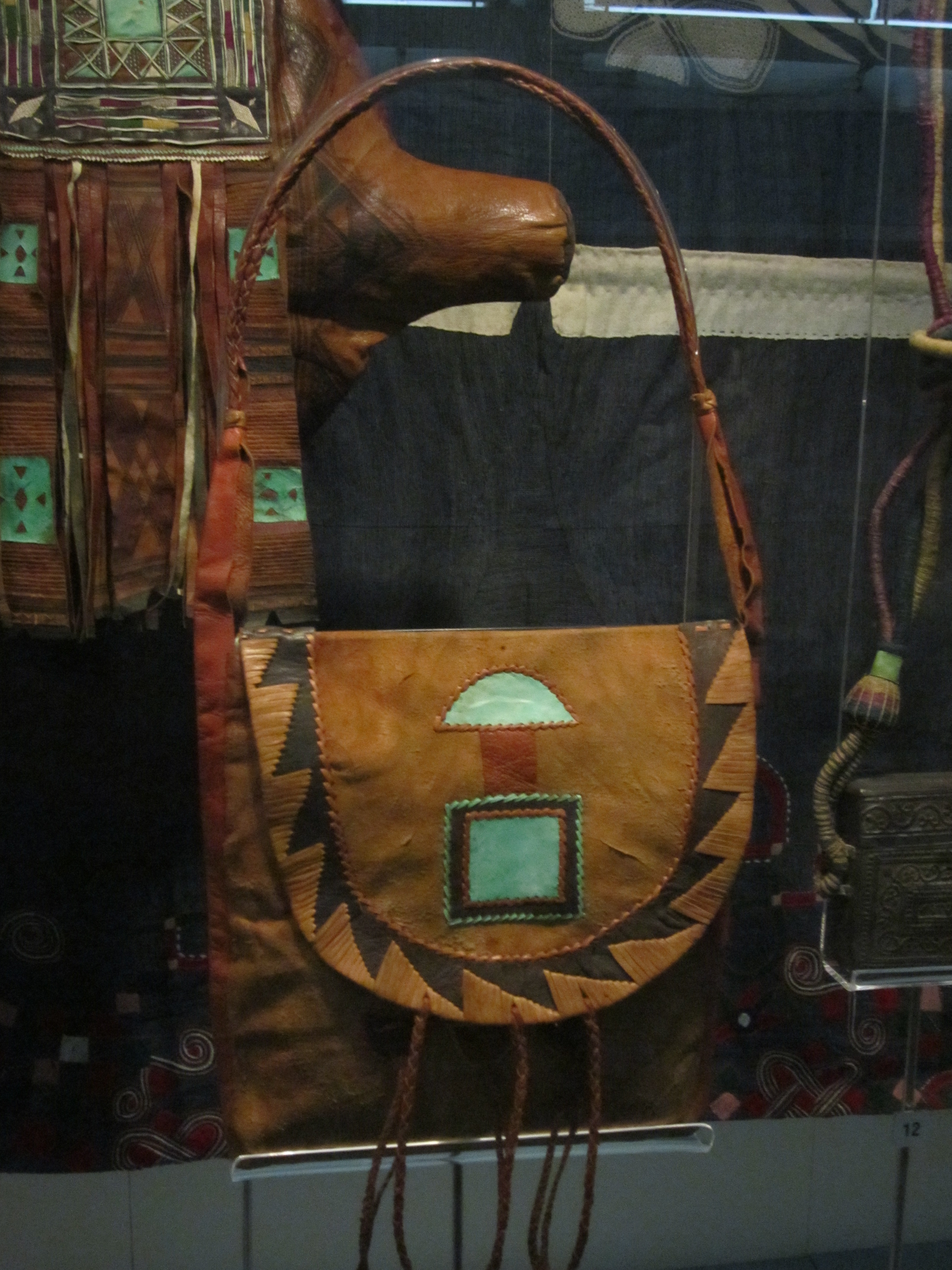
حقيبة تقليدية لحمل القرآن - هوساوة شمال نيجيريا.

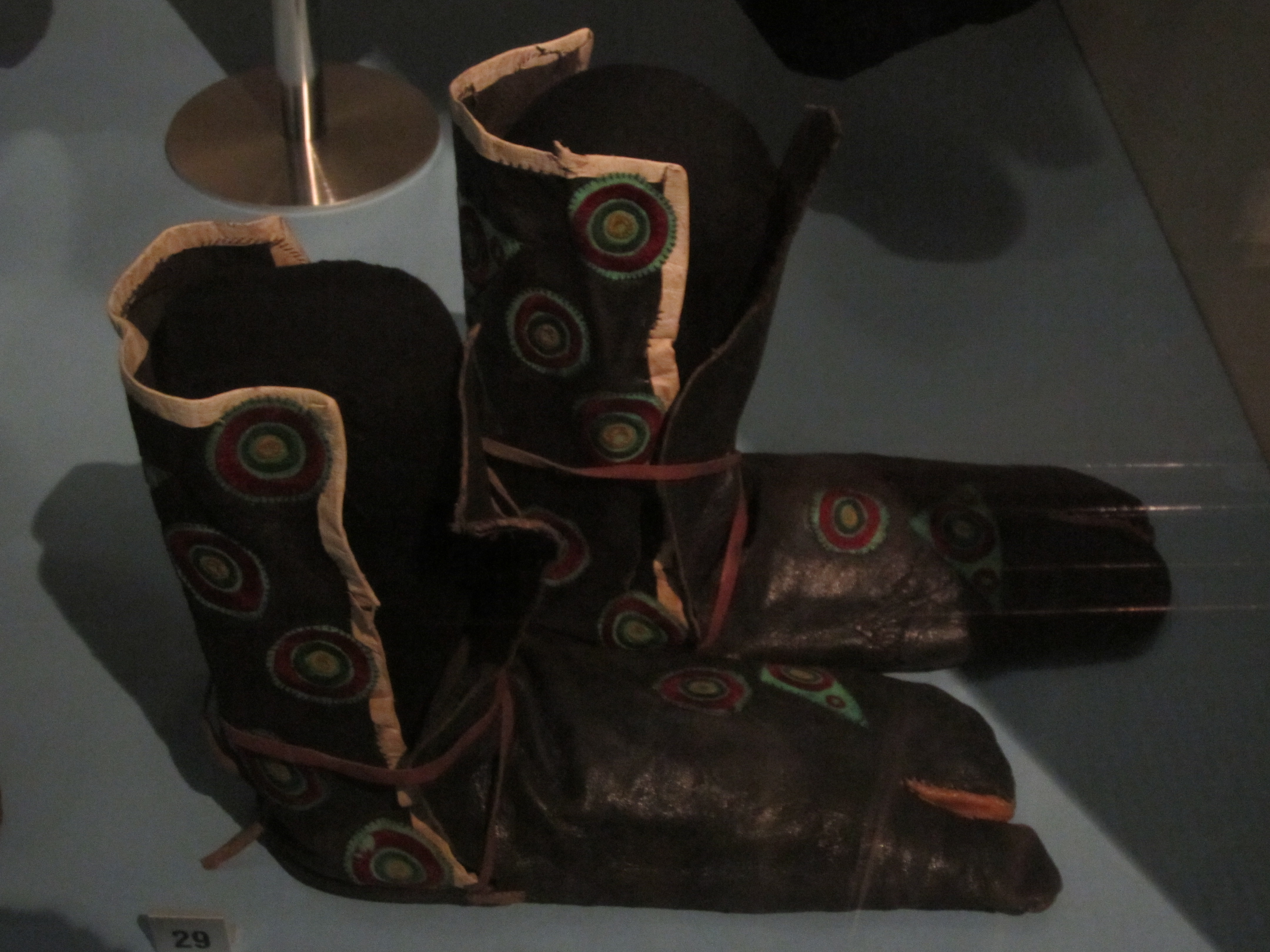
نعلين لركوب الخيل.

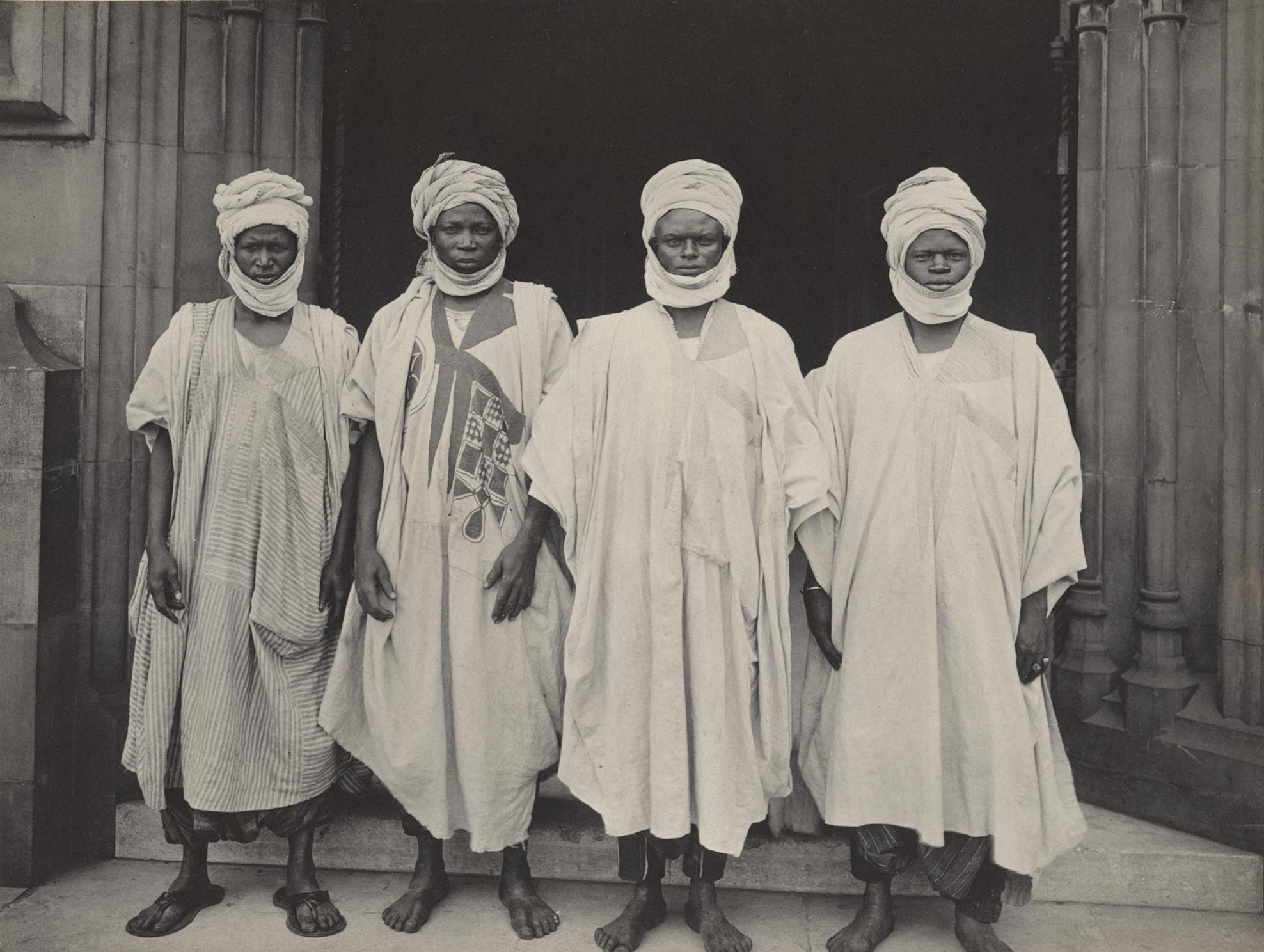
أربعة من الهوس مدججين بالسلاح من وحدة عسكرية بريطانية في جنوب نيجيريا.

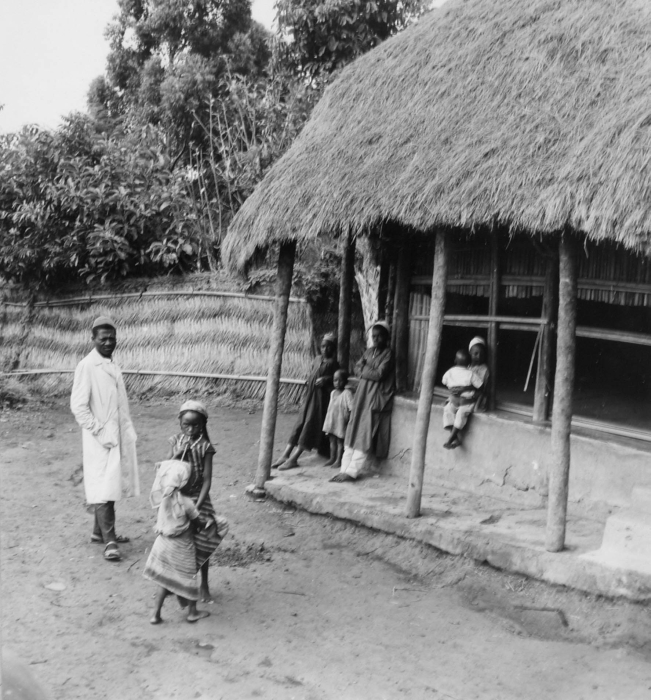
صورة قديمة لدار هوساوي تقليدي.

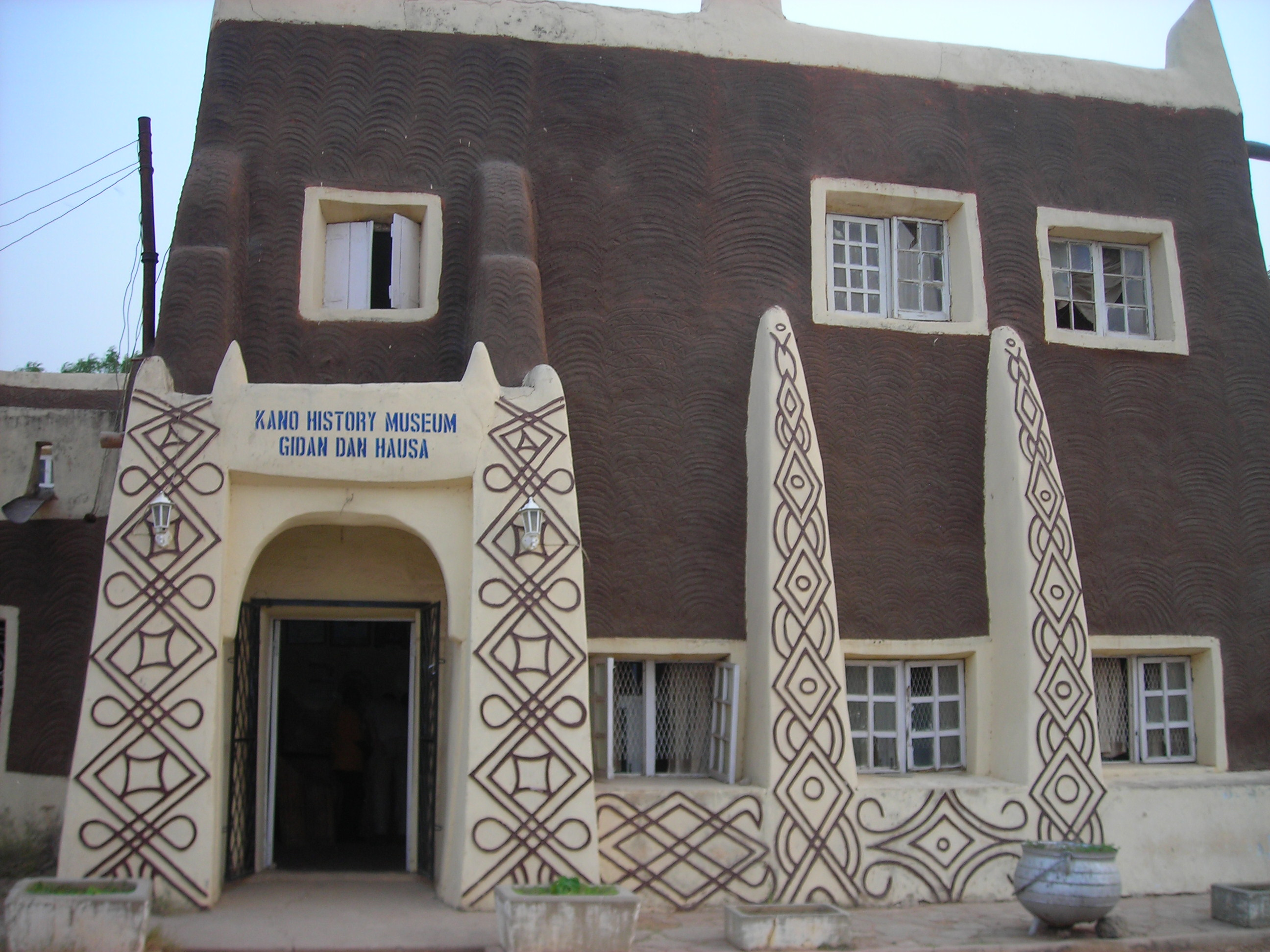
متحف تاريخ الهوساوة في كانو شمال نيجيريا.

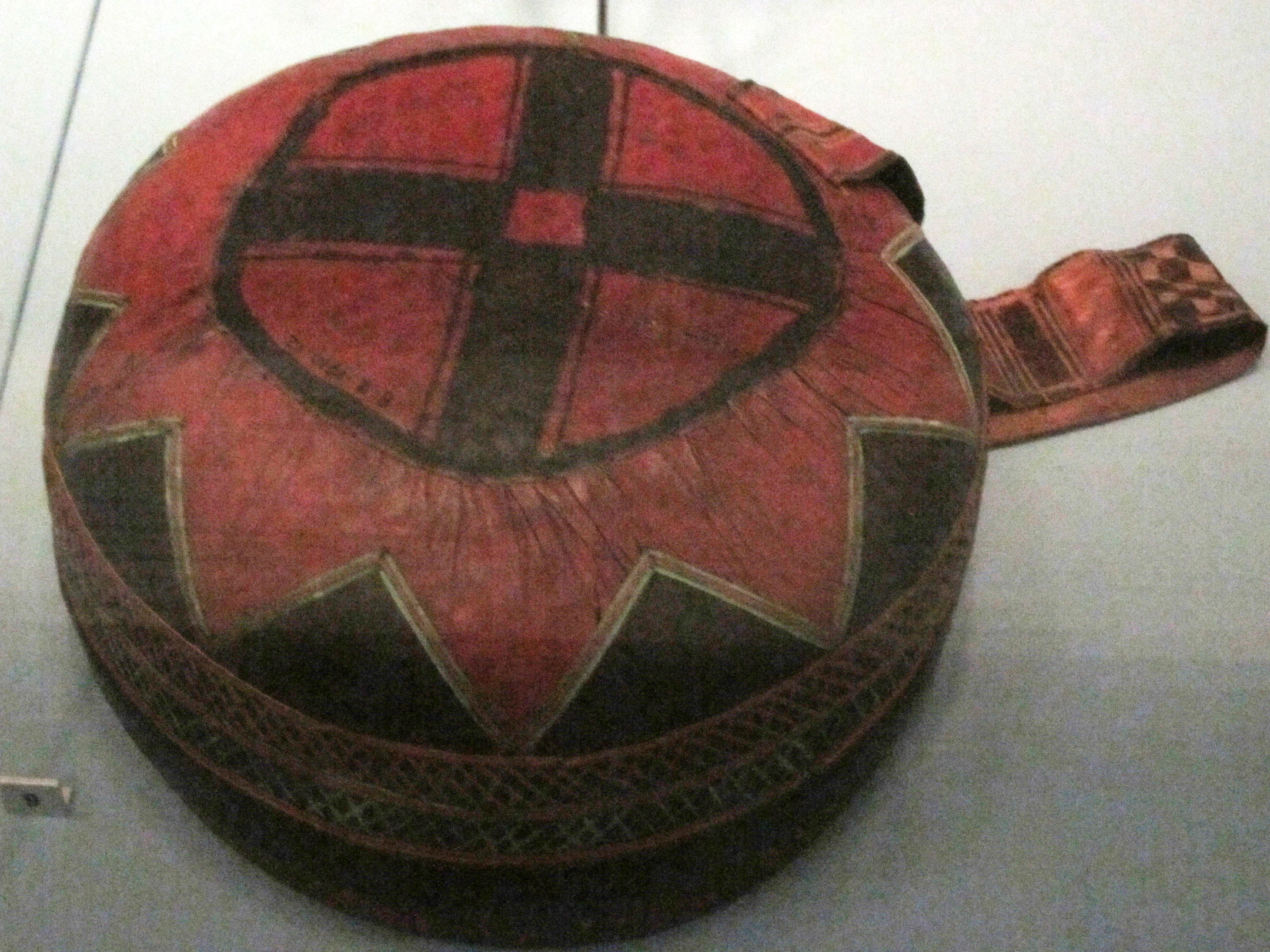
سَبَت تقليدي وغطاءه.

أسس الهوسا سبع ممالك من القرن التاسع الميلادي إلى القرن القرن الثالث عشر وذلك في المنطقة التي تعرف الآن بجنوب النيجر وشمال نيجيريا كانوا المنطقة الأكثر للهوسا. يعتبر هوساوة هذه المنطقة مهداً لهم (شمال نيجيريا وجنوب النيجر).
في بدايات القرن التاسع عشر، قام الشيخ عثمان دان فوديو بتوحيد قبائل هوساوة.وقام بتأسيس خلافة إسلامية بما عرف حينها بخلافة صكتو (سقطو)، وقام بتعيين أمير على كل ولاية. استمرت الخلافة حتى احتل القوات البريطانية صكتو في العام 1903.
ولكن وفي هذه الأثناء، كان هوساوة قد توسعوا وهاجروا إلى عدة أقليم مجاورة (في بوركينا فاسو وبنين وغانا والكاميرون) واختلطوا مع سكانها المحليين وأسسوا مجتمعات برعت بالتجارة بحيث أصبحت الهوسا لغة تجارة أساسية.
كما امتد هوساوة شرقاً وصولاً إلى السودان. توجد هوساوة في جميع أنحاء السودان لذلك أصبحت الهوسا في السودان من أكبر قبائل السودان وتشاد ومناطق أخرى في الشمال والجنوب. مؤثرين بعاداتهم وتقاليدهم.
لغة الهوسا حالياً هي من أكثر اللغات الإفريقية انتشاراً. وأصبح الانتماء إلى الهوسا لغوياً أكثر من عرقياً، فكل من يتكلم لغة الهوسا يمكن اعتباره هوسا.

## دين

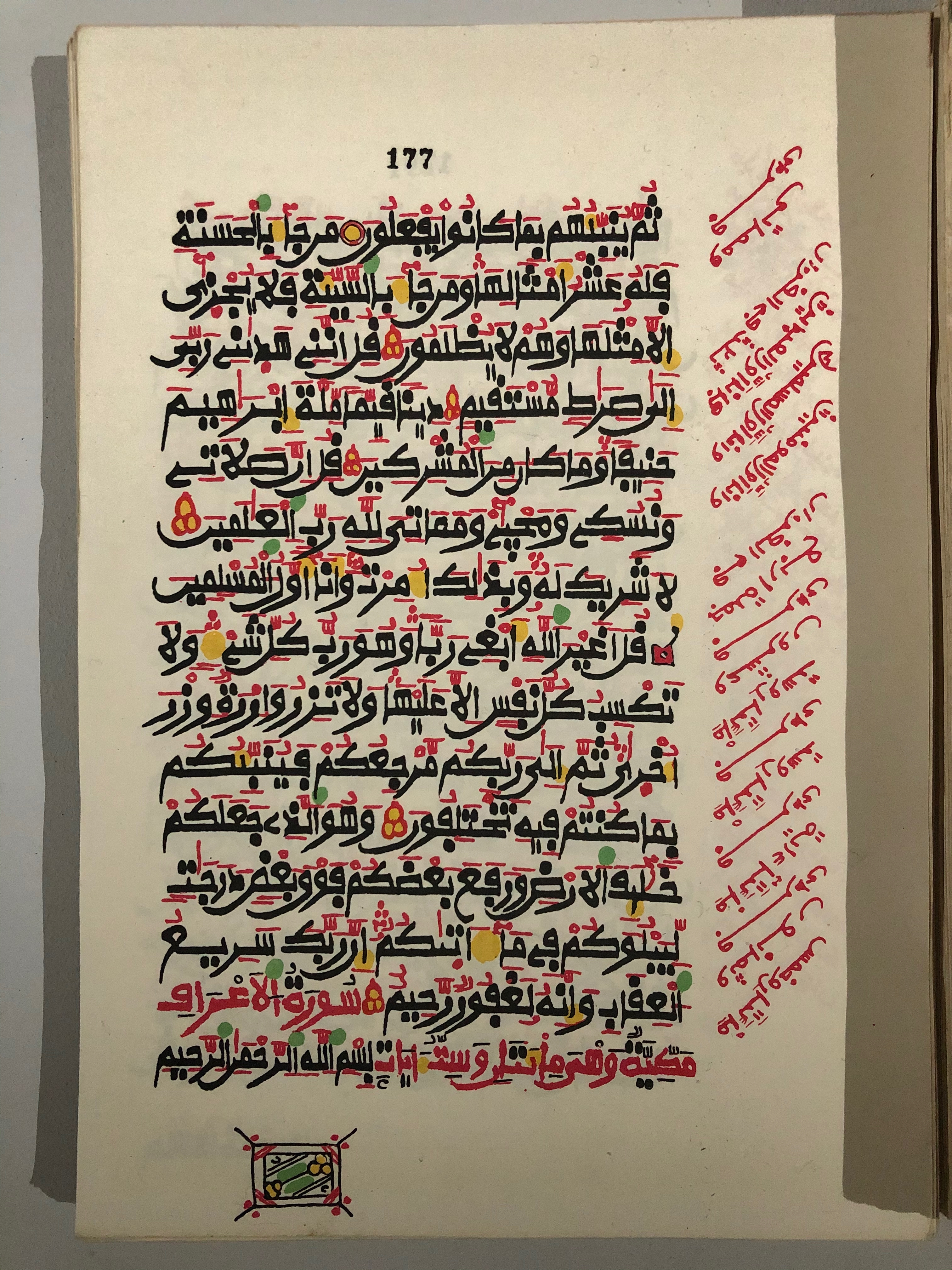
صفحة لسورة الأنعام طبعت بمطبعة حجرية بخط هاوساي أوائل القرن العشرين في نيجيريا.

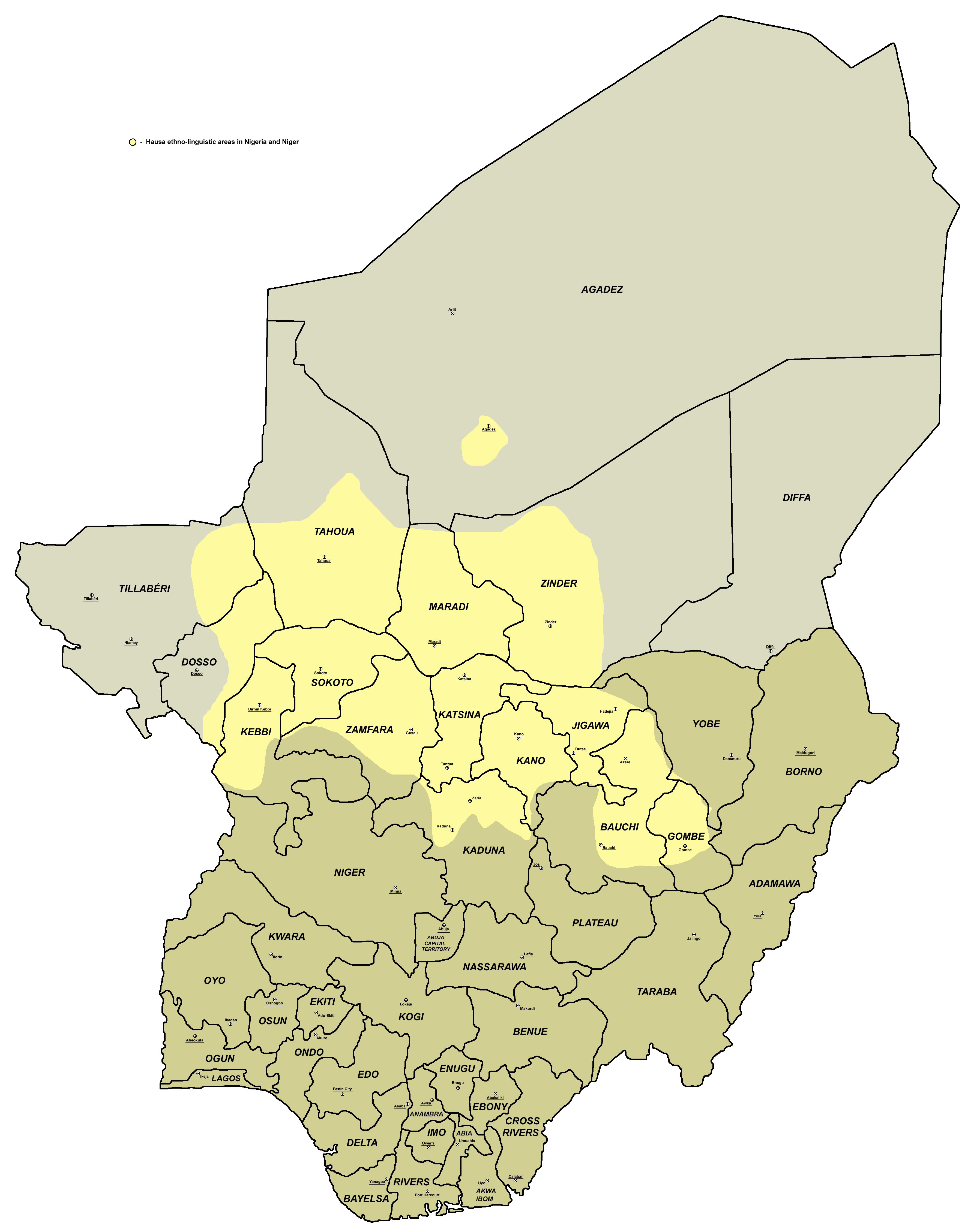

اعتنق أفراد القبيلة الدين الإسلامي في باكورة أيامه وساهموا على نشره في الربوع الأفريقية ويعرف التاريخ لهم أفضليتهم وسبقهم في ذلك ومن المعروف أن معظم أفراد القبيلة بل كلهم مسلمون لغة الهوسا تكتب اللغة الهوساوية بالحرفين العربي واللاتيني فقد ترجمت مئات الكتب إلى اللغة وتم تأليف مئات أخرى بنفس اللغة، ومن أشهر ما ترجم ترجمة القرآن الكريم إلى اللغة الهوساوية. وما زال التأليف بها مستمرا، والأدب الهوساوي مزدهر بشعره ونثره والروايات والملاحم.

## التوزع والانتشار
في القرون السالفة خرجت مجموعات كبيرة من الهوسا من موطنها الأم بغرض التجارة ونشر الدعوة الإسلامية وأداء فريضة الحج. نتيجة لذلك أصبح للهوسا وجود معتبر كمواطنين في كل من غانا وتوجو والغابون وجمهورية الكونغو وغينيا بيساو وبوركينا فاسو وبنين والكاميرون وتشاد وأفريقيا الوسطى والجزائر وليبيا والسودان والسعودية وأريتريا وأثيوبيا.
جدول بعدد سكان الهوسا حسب البلد:
| البلد                  | العدد           |
| ---------------------- | --------------- |
| ساحل العاج             | 1, 035,000 نسمة |
| بنين                   | 1,028,0000 نسمة |
| الكاميرون              | 386,000 نسمة    |
| تشاد                   | 287,000 نسمة    |
| غانا                   | 281,000 نسمة    |
| توغو                   | 21,000 نسمة     |
| السودان                | 500,000 نسمة    |
| إرتريا                 | 30,000 نسمة     |
| جمهورية إفريقيا الوسطى | 33,000 نسمة     |
| غينيا الاستوائية       | 26,000 نسمة     |
| الكونغو                | 12,000 نسمة     |
| الغابون                | 12,000 نسمة     |
| الجزائر                | 11,000 نسمة     |
| غامبيا                 | 10,000 نسمة     |

## الهوسا حسب البلد

### نيجيريا
تتمركز الهوسا في شمال وسط نيجيريا، في الواقع لا يمكن تحديد كيف استطان الهوسا منطقة نيجيريا ولكن تُشير بعض النظريات إلى أن شعب الهوسا نشأ نتيجة لتجمع مجموعات سكانية محلية في منطقة الساحل، توحدت عبر اللغة والعادات المشتركة. بينما تقترح نظريات أخرى أن أصولهم تعود إلى هجرات من الصحراء الكبرى أو من مناطق شرق إفريقيا.

### السودان
لا أحد يستطيع تحديد تاريخ بداية استقرار أو استيطان الهوسا في السودان، غير أن المؤرخين يؤكدون أن طريق الحج عبر السودان كان سالكاً منذ بداية القرن الثامن عشر، وأن حجاج غرب إفريقيا، ابتداءً من السنغال، كانوا يؤدون فريضة الحج عبر هذا الطريق. ودراسة عملية استقرارهم هذه والتعاطي معها يقتضيان النظر إليها في سياقها التاريخي الذي جرت فيه، وسياقها الروحي الذي تمت فيه. فكثير من أبناء الجيل الحالي يتخيل أن هذه القارة الأفريقية موجودة بتقسيماتها الحدودية الحالية منذ الأزل، وقليل منهم من يعرف أن الحدود السياسية بين الأقطار الإفريقية لا يتعدى عمرها الـ (114) عاماً (مؤتمر برلين عام 1884). فقبل هذا التاريخ كانت كل المساحة الجغرافية الممتدة من السنغال عبر القارة إلى البحر الأحمر تعرف بـ«بلاد السودان»، وتنتظمها ممالك وسلطنات ومشيخات، يعمل كل حاكم على تغذية منطقة نفوذه بمزيد من السكان عن طريق الاستقطاب والتشجيع على الاستقرار، ذلك لأن السكان هم دعامة القوة الاقتصادية والعسكرية، في وقت لم تدخل فيه الآلة في الإنتاج ولم تظهر الآلة العسكرية بعد. لذلك فقد كان انتقال مجموعة بشرية من مكان إلى آخر داخل القارة يتم بصورة سلسة، تخدم مصالح مشتركة لكل من الضيوف والمضيفين. هذا من ناحية السياق التاريخي.
أما في ما يتصل بالسياق الروحي، فإن أهم عوامل استقرار الهوسا في السودان يتمثل في ما يعرف بـ«الحج بمشقة» (Pilgrimage with hardship) وبعض العوامل الاقتصادية الملازمة له بصورة مباشرة أو غير مباشرة. فقد رسخ في مفهوم الحاج الهوساوي إلى وقت قريب، عدم جدوى تكبد المشاق وقطع آلاف الأميال إلى الأراضي المقدسة، والتعرض لشتى أنواع المخاطر من حيوانات مفترسة واختطاف للاسترقاق وغير ذلك، ما لم يضمن أداء حج سليم من جميع أوجهه ونيل أكبر قدر من الأجر منه. لذلك عندما يغادر الحاج بلاده كان يترك وراءه كل أمواله التي لم يتأكد من مصدرها من حيث الحلال والحرام، ويبدأ في توفير مال الحج من كسب يده، وذلك بالعمل اليدوي الشاق أثناء الرحلة. لهذا السبب تستغرق رحلة الحج والعودة فترة طويلة تتراوح بين ثلاث إلى سبع سنوات. رغم أن الغالبية العظمى من هؤلاء الحجاج كانوا يوفقون في أداء فريضة الحج والعودة إلى بلادهم، إلا أن البعض منهم قد لا يتمكن من الوصول إلى الأراضي المقدسة. كما أن منهم من يتخلف في طريق العودة، وينتهي بهم الأمر إلى الاستقرار الدائم. وهناك دراسة لباحث غاني (باوا يامبا) عن الهوسا في الجزيرة تفيد بأن من أسباب تعثر الحجاج، عدم تكافؤ الأجر مع العمل. فقد يعمل الحاج لعام كامل وفي نهاية العام «يطلع مطالب»، وأحسب أن زميلي د. عبد اللطيف البوني يؤيد هذه المعلومة.
ينتشر الهوسا بأعداد متفاوتة في كل أنحاء السودان بما في ذلك دولة جنوب السودان ولهم أحياء كبيرة ومتطورة في كل من الجنينة والفاشر ونيالا والأبيض وربك والخرطوم وود مدني وسنار والحواتة والقضارف وكسلا وبورتسودان. كما استقرت هجراتهم المتأخرة (العقود الأولى من القرن العشرين) على امتداد النيل الأزرق من مايرنو إلى مشارف الكرمك وقيسان، أما استقرار الهوسا في غرب بحر الغزال (واو وراجا)، فقد كانت بغرض الدعوة. وقد أفلحوا في ذلك عن طريق التصاهر مع قبائل غرب بحر الغزال، مما دعا السلطات البريطانية في بداية ثلاثينيات القرن الماضي إلى تهجير عدد منهم من مناطق التماس بين الشمال والجنوب في إطار سياسة ما يعرف بـ«الأرض التي لا صاحب لها» (No Man-s Land)، وذلك لوقف المد الإسلامي إلى الجنوب. فقد انضمت كثير من الأسر المهجرة إلى أهلها بغرب القاش في كسلا.
تجمع كل الدراسات على الإسهام المقدر للهوسا في تاريخ السودان الاقتصادي الحديث. وهنا قد تبادر إلى ذهن القراء مشروع الجزيرة ومشاريع إنتاج القطن في جبال النوبة ومشروع إنتاج السمسم في القضارف ومشروع الزيداب مثلاً، غير أن دورهم في هذا المجال لم يبدأ بهذه المشاريع. فقد أورد الصحفي الشهير التيجاني عامر في جريدة (الأيام) الصادرة بتاريخ 2/1/1978 في عموده «أوراق مطوية» أن ممتاز باشا حاكم محافظة التاكا (كسلا والبحر الأحمر حالياً) في العهد التركي، عندما فشل في استقطاب البجا للعمل في مشروع القاش لجأ إلى الفلاتة. وكما هو معروف، فإن مصطلح الفلاتة قد يشمل أيضاً الهوسا والبرنو والزبرما وغيرهم من المهاجرين من غرب إفريقيا.
يعمل الهوسا بصورة عامة في مجال الزراعة المطرية وفلاحة البساتين على ضفاف الأنهار والخيران، حيث ينتجون قصب السكر والقرع والبطيخ في مناطق سنار وجنوب النيل الأزرق. هذا إلى جانب صيد الأسماك في مناطق كوستي وربك وسنار وجنوب الدمازين، وينتجون الفول السوداني والقطن والذرة في الجزيرة وتصل منتجاتهم منها حتى أسواق العاصمة المثلثة. وإنهم أول من أدخل زراعة الأرز البلدي في منطقة ربك، وأول من فلح البساتين على امتداد نهر الرهد لإنتاج الفاكهة (المانجو على وجه الخصوص) والخضروات. وقد تفضل السيد رئيس الجمهورية بزيارة أحد هذه البساتين، وهي من أكبر بساتين المنطقة، يناهز عمرها الثمانين عاماً، يقال إن صاحبها كان لعدة سنوات ينقل الماء من النهر على كتفيه (بما يعرف بـ«الجوز») لري أشجارها. وقد زارها أيضاً عدد من كبار المسؤولين باعتبارها نموذجاً لما يمكن أن يتمخض عن الإصرار والعزيمة. غير أن من الهوسا أيضاً الحرفيين من سائقي اللواري والشاحنات والحدادين والخياطين وغيرهم. أما الذين نالوا حظاً في التعليم، فيعملون في دواوين الدولة المختلفة معلمين وأطباء وموظفين وجنود في القوات المسلحة والشرطة وما إلى ذلك. هذا قليل من كثير عن الهوسا بصورة عامة، والهوسا في السودان على وجه الخصوص.
درج المسؤولون السودانيون منذ أمد طويل في وسائل الأعلام المختلفة داخل وخارج السودان على وصف قبائل الهوسا أجانب ابتدءاً من زمن جعفر النميري رئس جمهوية السودان في ذاك الوقت في بداية الثمانينات عندما حاول بترحيل قبائل الهوسا إلى نيجيريا ولكن فشل. لتدخل الامم المتحدة ونيجيريا العظمة أرسلت رسالة شديد اللهجة إلى النميري وقامت بقطع علاقاتها الدبلوماسية مع السودان. هذه من الأسباب التي جعلت النميري يتراجع عن قراره.
و في زمن الصادق المهدي قام بحملة ضد القبائل الأفريقية بحجة أنهم لاجئين استخرج الكثير من أبناء الهوسا بطاقة لاجئين. وفي نهاية أغسطس 2008 تحدث رئيس الجمهورية عمر البشير لصحيفة الأيام وذكر بالحرف الواحد حسب ما جاء في الصحيفة الآتي (ليست هناك قبيلة سودانية اسمها الهوسا، والهوسا أجانب في السودان).

## لغة هَوْسَ
تعتبر لغة الهوسا أولى اللغات التواصلية في غرب إفريقيا، حيث يتحدث بها أكثر من ثمانين مليون نسمة، كثير منهم ينتمي عرقياً إلى قبائل أخرى غير هوساوية في الأصل، ولكنها «تهوست» بمرور الزمن وصارت لا تعرف هوية غير «الهوسا». لذلك بدأ الباحثون منذ فترة يتعاملون مع الهوسا باعتبارهم «أمة»، وليست قبيلة بالمعنى الضيق للكلمة، وهم في ذلك أشبه بـ«الأمة العربية».
يقع الموطن الأصلي للهوسا في شمالي نيجيريا وجنوبي جمهورية النيجر الحاليتين، وهي المنطقة التي تعرف في التاريخ بـ«بلاد الهوسا» (Hausa Land) قبل أن يقوم المستعمر الأوروبي برسم تلك الخطوط الوهمية التي أطلق عليها الحدود السياسية لخدمة مصالحه.
تكتب لغة الهوسا بنوعين من الأبجدية، الأول هو اللاتينية "boko":
| A a | B b | Ɓ ɓ ‏ | C c      | D d | Ɗ ɗ ‏   | E e | F f     | G g | H h | I i | J j    | K k | Ƙ ƙ ‏ | L l |
| --- | --- | ---- | -------- | --- | ------ | --- | ------- | --- | --- | --- | ------ | --- | ---- | --- |
| ‎/a/‏ | ‎/b/‏ | ‎/ɓ/‏  | ‎/tʃ/‏     | ‎/d/‏ | ‎/ɗ/‏    | ‎/e/‏ | ‎/ɸ/‏     | ‎/ɡ/‏ | ‎/h/‏ | ‎/i/‏ | ‎/(d)ʒ/‏ | ‎/k/‏ | ‎/kʼ/‏ | ‎/l/‏ |
| M m | N n | O o  | R r      | S s | Sh sh ‏ | T t | Ts ts ‏  | U u | W w | Y y | (Ƴ ƴ ‏) | Z z | ʼ    |     |
| ‎/m/‏ | ‎/n/‏ | ‎/o/‏  | ‎/r/؛ /ɽ/‏ | ‎/s/‏ | ‎/ʃ/‏    | ‎/t/‏ | ‎/(t)sʼ/‏ | ‎/u/‏ | ‎/w/‏ | ‎/j/‏ | ‎/ʔʲ/‏   | ‎/z/‏ | ‎/ʔ/‏  |     |

أما النوع الثاني من الأحرف فهو الخط العجمي:
| رومي | أ⁬ص⁬د⁬      | عجمي                           |
| ---- | -------- | ------------------------------ |
| a    | ‎/a/‏      | تَ                              |
| a    | ‎/a:/‏     | تَا                             |
| b    | ‎/b/‏      | ب                              |
| ɓ    | ‎/ɓ/‏      | ب (مثل b)؛ ٻ                   |
| c    | ‎/tʃ/‏     | ث                              |
| d    | ‎/d/‏      | د                              |
| ɗ    | ‎/ɗ/‏      | د (مثل d)، ط (ينطق تس أيضا)    |
| e    | ‎/e/‏      | تٜ                              |
| e    | ‎/e:/‏     | تٰٜ                              |
| f    | ‎/ɸ/‏      | ف                              |
| g    | ‎/ɡ/‏      | غ                              |
| h    | ‎/h/‏      | ه                              |
| i    | ‎/i/‏      | تِ                              |
| i    | ‎/i:/‏     | تِى                             |
| j    | ‎/(d)ʒ/‏   | ج                              |
| k    | ‎/k/‏      | ك                              |
| ƙ    | ‎/kʼ/‏     | ك (مثل k)، ق                   |
| l    | ‎/l/‏      | ل                              |
| m    | ‎/m/‏      | م                              |
| n    | ‎/n/‏      | ن                              |
| o    | ‎/o/‏      | تُ (مثل u)؛                     |
| o    | ‎/o:/‏     | تُو (مثل u)؛                    |
| r    | ‎/r/، /ɽ/‏ | ر                              |
| s    | ‎/s/‏      | س                              |
| sh   | ‎/ʃ/‏      | ش                              |
| t    | ‎/t/‏      | ت                              |
| ts   | ‎/(t)sʼ/‏  | ط (ينطق ɗ أيضا)؛ اللغة الهوسية |
| u    | ‎/u/‏      | تُ (مثل o)؛                     |
| u    | ‎/u:/‏     | تُو (مثل o)؛                    |
| w    | ‎/w/‏      | و                              |
| y    | ‎/j/‏      | ى                              |
| z    | ‎/z/‏      | ز، ذ                           |
| ʼ    | ‎/ʔ/‏      | ع                              |

## وصلات خارجية
- Hausduit.com
- لغة الهوسا
- أبجدية لغة الهوسا
- قاموس هوسا إنجليزي